# Remo Imhof
Remo Imhof (* 19. November 2003) ist ein Schweizer Skispringer.

## Werdegang
Remo Imhof ist das älteste von vier Kindern von Michael Imhof und Beatrice Imhof-Schelbert. Er wuchs in Ried auf. Sein Bruder Mauro (* 2005) ist ebenfalls Skispringer.
Als 13-Jähriger nahm Imhof im März 2017 erstmals am Skisprung-Alpencup teil, am 3. August 2019 gab er in Ljubno sein Debüt im FIS Cup. In dieser Wettkampfserie gelang ihm etwa zwei Jahre später erstmals der Sprung in die Punkte. In Engelberg hatte er Ende 2021 seinen ersten Auftritt im Continental Cup, am 28. Dezember 2022 konnte er auch dort zum ersten Mal punkten. In Klingenthal stand er am 12. Februar 2023 als Zweiter erstmals bei einem internationalen Wettbewerb auf dem Podest.
Bei der anschliessenden Junioren-WM wurde er Achter im Einzel, Sechster mit der Herrenmannschaft und Vierter im Mixed-Team. Im letztgenannten Wettbewerb gelang ihm mit 101,0 m der drittweiteste Einzelsprung des Tages. Imhof wurde auch für die WM 2023 aufgestellt. Hier erreichte er einen sechsten Rang mit der Herrenmannschaft sowie einen 35. Platz auf der Normal- und einen 44. Platz auf der Grossschanze. Im Teamspringen sowie auf der Grossschanze lag er jeweils vor Killian Peier. Am 26. März 2023 holte Imhof in Lahti seine ersten Weltcuppunkte und war dabei zugleich bester Schweizer der Tageswertung.
Bis 2024 besuchte Imhof die Sportmittelschule Engelberg und gehörte dem Schweizer Weltcup-Team an. In der Vorbereitung auf die Saison 2024/25 stürzte er in Oberstdorf und verletzte sich leicht. Danach gab er bekannt, vorderhand auf Weltcupstarts verzichten und seine Lockerheit an FIS-Cups wiederfinden zu wollen.

## Statistik

### Weltcup-Platzierungen
| Saison  | Platz | Punkte |
| ------- | ----- | ------ |
| 2022/23 | 063.  | 014    |
| 2023/24 | 050.  | 030    |

### Vierschanzentournee-Platzierungen
| Saison  | Platz | Punkte |
| ------- | ----- | ------ |
| 2023/24 | 37.   | 446,4  |

### Grand-Prix-Platzierungen
| Saison | Platz | Punkte |
| ------ | ----- | ------ |
| 2023   | 011.  | 146    |
| 2024   | 084.  | 004    |

### Continental-Cup-Platzierungen
| Saison  | Sommer | Sommer | Winter | Winter | Gesamt | Gesamt |
| Saison  | Platz  | Punkte | Platz  | Punkte | Platz  | Punkte |
| ------- | ------ | ------ | ------ | ------ | ------ | ------ |
| 2022/23 | —      | —      | 042.   | 0105   | 050.   | 0105   |